# Nucla
Nucla is een plaats (town) in de Amerikaanse staat Colorado, en valt bestuurlijk gezien onder Montrose County.

## Demografie
Bij de volkstelling in 2000 werd het aantal inwoners vastgesteld op 734.
In 2006 is het aantal inwoners door het United States Census Bureau geschat op 733, een daling van 1 (-0,1%).

## Geografie
Volgens het United States Census Bureau beslaat de plaats een oppervlakte van
1,8 km², geheel bestaande uit land. Nucla ligt op ongeveer 1764 m boven zeeniveau.

## Plaatsen in de nabije omgeving
De onderstaande figuur toont nabijgelegen plaatsen in een straal van 64 km rond Nucla.